# Corleone (série télévisée)
Pour les articles homonymes, voir Corleone (homonymie).
Corleone (Il capo dei capi), littéralement Le Chef des chefs) est une mini-série italienne en six épisodes de 100 minutes environ, créée par Enzo Monteleone et Alexis Douce, inspirée du livre éponyme d'enquête de Giuseppe D'Avanzo et Attilio Bolzoni, et diffusée du 25 octobre au 29 novembre 2007 sur la chaine Canale 5.
La série retrace l'ascension de Salvatore Riina dit Toto, un mafioso de Corleone, et des Corleonesi en Sicile, à la tête de la Cosa nostra.
En France, elle a été diffusée à partir du 4 juillet 2010 sur OCS Choc. Elle reste inédite dans les autres pays francophones.

## Synopsis
« Corleone » raconte la vraie histoire du chef de la cosa nostra Salvatore « Toto » Riina, qui était connu par ses ennemis comme « la bête » et soupçonné d’avoir tué des centaines de personnes.
Cette série fait vivre sa longue et sanglante ascension dans la mafia, de son enfance à Corleone, jusqu’à la guerre violente qu’il a mené dans les années 1980 et 90 à la fois contre les gangs rivaux et les forces de l’ordre.

## Distribution
- Claudio Gioè (it) : Salvatore Riina
- Daniele Liotti (it) : Biagio Schirò
- Simona Cavallari : Teresa
- Salvatore Lazzaro (it) : Bernardo Provenzano
- Marco Leonardi : Calogero Bagarella (it)
- Gioia Spaziani (it) : Ninetta Bagarella
- Claudio Castrogiovanni : Luciano Liggio
- Francesco Scianna : Leoluca Bagarella
- Paolo Ricca : Luciano Maino
- Alfredo Pea : Vito Ciancimino
- Domenico Centamore (it) : Giovanni Brusca
- Alessandro Lucente : Antonio Schirò
- Francesco Foti (it) : Stefano Bontade
- Alessio Caruso (it) : Salvatore Inzerillo
- Massimo Venturiello (it) : Angelo Mangano (it)
- Vincent Riotta (it) : Tommaso Buscetta
- Francesco Sciacca : Salvatore La Barbera
- Maurizio Nicolosi (it) : Baldassare Di Maggio (it)
- Orio Scaduto (it) : Gaetano Badalamenti
- Andrea Tidona : Giovanni Falcone
- Gaetano Aronica (it) : Paolo Borsellino
- Imma Piro (it) : Francesca Morvillo
- Vincenzo Ferrera : Giuseppe Montana (it)
- Bruno Torrisi (it) : Ninni Cassarà
- Mimmo Mignemi (it) : Giuseppe Di Cristina
- Giacinto Ferro (it) : Michele Navarra
- Pietro De Silva : Boris Giuliano
- Biagio Barone (it) : Pio La Torre
- Maurilio Leto (it) : Giuseppe Calderone
- Pierluigi Misasi : Carlo Alberto Dalla Chiesa
- Claudio Angelini : Cesare Terranova
- Biagio Pelligra : Pietro Scaglione
- Carmelo Galati (it) : Placido Rizzotto
- Antonio Berardinelli : Silvio Albertini
- Natale Russo : Apuzzo
- Maurizio Marchetti (it) : Michele Greco
- Gianfranco Jannuzzo (it) : Salvo Lima
- Nino D'Agata (it) : Ignazio Salvo
- Giovan Battista Torregrossa : Salvatore Riina (adolescent, épisode 1)
- Jacopo Cavallaro (it) : Biagio Schirò (adolescent, épisode 1)
- Alessio Manno : Bernardo Provenzano (adolescent, épisode 1)
- Antonino Guimina : Calogero Bagarella (adolescent, épisode 1)
- Alessandro Pennacchio : Vito Ciancimino (adolescent, épisode 1)

## Production

### Tournage
La série a été tournée à Catane et à Monterosso Almo en Sicile.

## Fiche technique
- Titre original : Il capo dei capi
- Titre français : Corleone
- Sociétés de distribution (pour la télévision) : Taodue pour Mediaset
- Budget : 15 000 000 €
- Format : Couleur - Son Dolby Digital
- Pays d'origine :  Italie
- Langue originale : Italien
- Genre : Biopic, Policier

## Épisodes

### Premier épisode (1943-1959)
En janvier 1993, Salvatore Riina, l'homme qui a longtemps dirigé la Mafia et nargué toutes les polices, croupit en prison. Il reçoit la visite d'un de ses amis d'enfance, Biagio Schiro. Les souvenirs affluent à sa mémoire. En 1943, le petit Toto Riina a 13 ans. Sa famille ne partage guère qu'une misère noire dans le village sicilien de Corleone. En travaillant aux champs avec son père, Toto déniche une bombe. Le père se met en tête d'essayer d'en vendre la poudre. Il disparaît dans l'explosion. Toto devient chef de famille. En compagnie de quelques amis, il se met au service d'un petit caïd local.

### Deuxième épisode (1963-1969)
Le clan Corleone au grand complet, Luciano Liggio, Toto Riina, Bernardo Provenzano, Calogero Bagarella et Luciano Maino, se rend à Palerme, pour un rendez-vous d'affaires avec Salvatore La Barbera et Vito Ciancimino. Dans ses moments de loisirs, Toto fréquente la jeune sœur de Calogero, Ninetta. A peine arrivés à Palerme, les hommes de Riina se font rapidement connaître. Ils assassinent un boucher qui ne voulait pas s'acquitter d'une dette et tuent un comptable indélicat. Lors d'une soirée dans une boîte de nuit, alors que Maino fait la connaissance d'une fille qui l'amène à réfléchir sur son avenir, Salvatore La Barbera tombe sous les balles de Michele Cavataio.

### Troisième épisode (1969-1978)
Biagio et Teresa, désormais mari et femme, ont eu un enfant, Antonio. Pendant ce temps, Toto Riina emmène un petit groupe composé de Bernardo Provenzano, Calogero Bagarella et de deux autres hommes de main, tous déguisés en policiers, dans les bureaux de Michele Cavataio. Ils veulent venger la mort de Salvatore La Barbera. L'un des tueurs, trop nerveux, agit trop rapidement et déclenche un massacre. Sous un déluge de feu, les assassins finissent par accéder au bureau de Cavataio. Celui-ci feint d'être touché. Il se retourne au dernier moment et abat Calogero, qui meurt sur le coup. Binnu exécute sauvagement Cavataio.

### Quatrième épisode (1979-1981)
Biagio Schiro et le commissaire Boris Giuliano sont en route pour l'aéroport de Palerme. Ils comptent y intercepter des chimistes français avant que ceux-ci n'aient pu enseigner à leur homologue du clan Bontade comment couper la drogue. Au dernier moment, le commissaire reçoit un appel téléphonique lui enjoignant de n'en rien faire. Aucune preuve n'a pu être apportée de la culpabilité des Français. Toto Riina donne à l'un des hommes de main des Bontade la somme d'argent dont son frère, mourant, a besoin. Toto et Ninetta attendent leur troisième enfant. Schiro et le commissaire Giuliano ne s'avouent pas vaincus.

### Cinquième épisode (1982-1987)
Toto Riina supporte de plus en plus mal que le député communiste Pio La Torre s'oppose à la construction d'une base militaire à Comiso. Le commissaire Mangano, qui a pris sa retraite, conseille aux magistrats de Palerme, fermement décidés à décapiter la Mafia, de se servir de Biagio Schiro, à qui il recommande également de travailler main dans la main avec les juges Giovanni Falcone, Paolo Borsellino et Rocco Chinnici. De son côté, Toto Riina, qui joue avec son fils Giovanni, observe la nouvelle grossesse de Ninetta et convoque ses tueurs à qui il ordonne d'assassiner ce gêneur de La Torre.

### Sixième épisode (1988-1993)
Hospitalisé après la fusillade, Biagio Schiro se remet de ses blessures. Toto Riina, condamné à la prison à perpétuité, espère voir la sentence révoquée en cassation, comme le lui affirme Ignazio Salvo. Il demande cependant à Luchino de le surveiller. Un nouveau magistrat doit être nommé à la tête du pôle d'instruction de Palerme. Deux hommes sont pressentis : Giovanni Falcone et Antonino Meli. Contre toute attente, c'est Meli qui est choisi.

## Audience
| Épisode | Date de diffusion | Téléspectateurs (en million) | Part d'audience |
| ------- | ----------------- | ---------------------------- | --------------- |
| 1       | 25 octobre 2007   | 7,146                        | 27.21%          |
| 2       | 1er novembre 2007 | 7,810                        | 30.40%          |
| 3       | 8 novembre 2007   | 7,545                        | 28.10%          |
| 4       | 15 novembre 2007  | 6,985                        | 28.15%          |
| 5       | 22 novembre 2007  | 7,731                        | 29.98%          |
| 6       | 29 novembre 2007  | 7,995                        | 28.59%          |

## Anecdotes
Cette mini-série, qui a fait débat en Italie de par son sujet très brûlant, a mobilisé 150 acteurs. Elle a été récompensée en 2008 par le "Telegatto" de la Meilleure fiction, du Meilleur scénario, de la Meilleure réalisation, ainsi que celui du Meilleur acteur.
Toto Riina regarda depuis sa cellule de la prison de l'Opéra, la mini-série chaque jeudi.
Le personnage de Biagio Schiro est inspiré de l'agent de police Melita Biagio, qui en 1963 a reconnu Toto Riina à un barrage routier et l'avait arrêté.
Le policier qui après l'arrestation de Riina photographie est le réalisateur Alexis Sweet.